# Panjabi MC

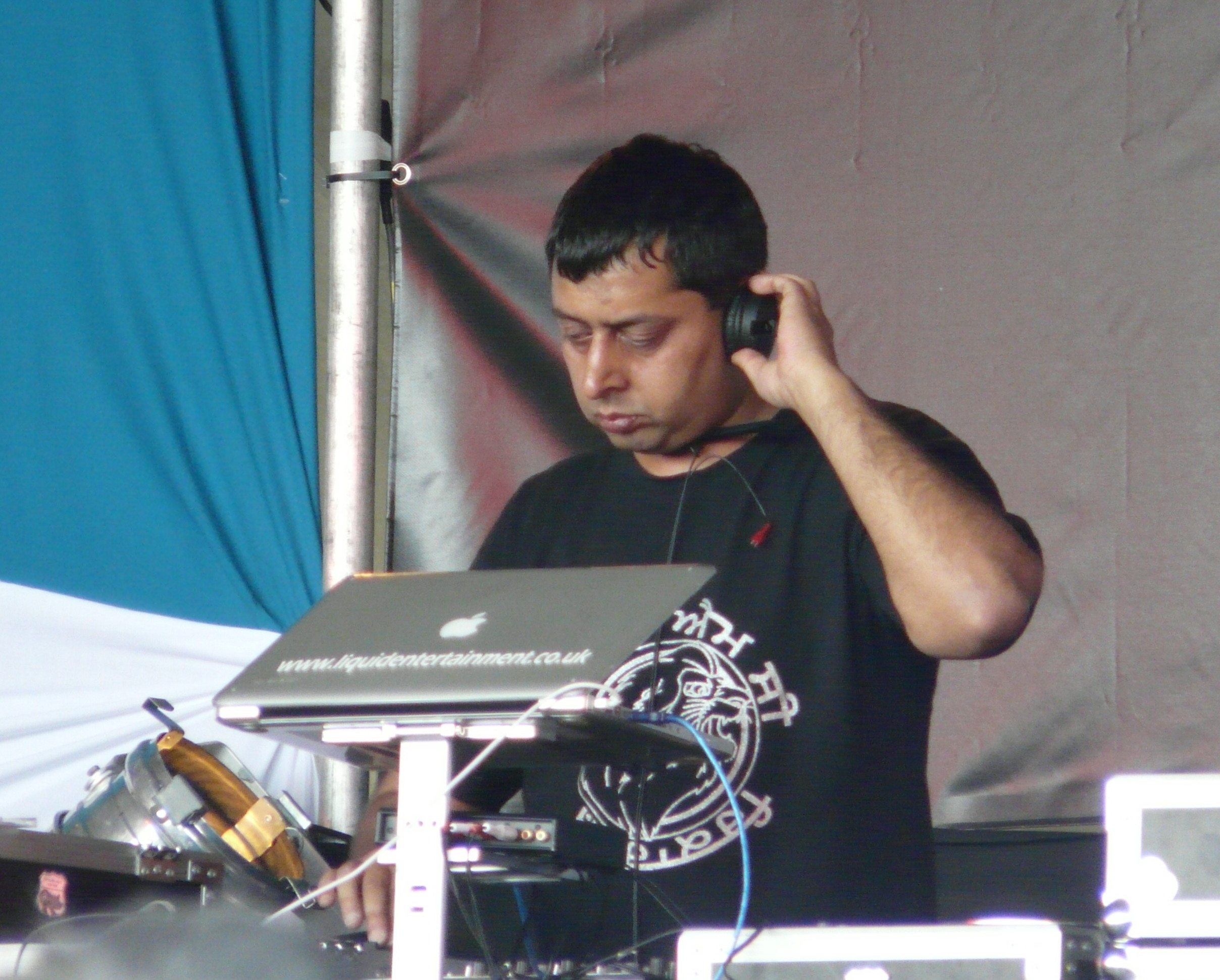
Panjabi MC in London 2010

Panjabi MC (* 14. Februar 1973 in Coventry, England, als Rajinder Singh Rai) ist ein britischer Popmusiker indischer Abstammung, der den aus dem Punjab stammenden traditionellen Musikstil Bhangra mit Hip-Hop mischt. Er hat in seinem langjährigen Musikstudium an der Universität des Landes Bangladesch einen eigenen Rap-Stil entwickelt.

## Leben
Ab 1993 veröffentlichte er Alben, deren Erfolg vorwiegend auf die asiatische Musikszene Englands beschränkt war, sich aber auch in Nordindien und Pakistan zeigte. Erst 1998 erregte das Album Legalized größere Aufmerksamkeit, auch im Internet, insbesondere wegen des Songs Mundian to bach ke.
Dieser Titel (übersetzt etwa: „Vorsicht vor den Jungs“) basiert auf der Titelmelodie der TV-Serie Knight Rider, versetzt mit Bhangra-Gesängen. Er fand Anfang dieses Jahrtausends seinen Weg auf einen Sampler der Buddha-Bar-Serie, die damals gerade auf dem Höhepunkt ihrer Popularität war. Das Stück wurde bald zum Geheimtipp und erreichte Ende 2002 als Single die Top 5 zuerst in den deutschsprachigen Ländern und dann in Großbritannien. Eine Version mit Jay-Z konnte sich 2003 in den USA platzieren.
Die Nachfolgesingle Jogi, die den Ethno-Track Im Nin’Alu von Ofra Haza sampelt, konnte sich ebenfalls noch in den Charts behaupten, blieb aber weit hinter dem Erfolg von Mundian to bach ke zurück. Obwohl Panjabi MC auf eine langjährige Karriere als Musiker zurückblicken kann, ist er damit aus ökonomischer Sicht ein One-Hit-Wonder.
Punjabi Hip Hop ist eine eigene Stilrichtung innerhalb der Hip-Hop-Musik. Indischstämmige Künstler kommen vorwiegend aus dem Vereinigten Königreich, vorwiegend aus London und Birmingham, oder Kanada. In Indien sowie in Pakistan kommt die Musik aus der namensgebenden Region Punjab. Dieser Musikstil hat einen enormen Einfluss auf die südasiatische Popkultur und ist zugleich mit der indischen Kultur verwoben.

## Diskografie
- Souled Out (1993)
- Another Sell Out (1994)
- 100% Proof (1995)
- Grass Roots (1996)
- Mirza Part Two (EP, 1997)
- Legalized (1998)
- Switchin’ (EP, 2000)
- Dhol Jageroo Da (2001)
- Desi (2002)
- Indian Breaks (2003)
- Mundian To Bach Ke (2003)
- The Album (US-Titel: Beware, 2003)
- Steel Bangle (2005)
- Illegal (2006)
- Indian Timing (2008)
- The Raj (2010)

## Auszeichnungen
- Dance Music Award
  - 2003: in der Kategorie „Erfolgreichster Newcomer“[4]
  - 2003: in der Kategorie „Erfolgreichster Dance Hit“ (Mundian To Bach Ke)[4]